# Cratere Mitra
Mitra è un cratere lunare di 97,1 km situato nella parte nord-orientale della faccia nascosta della Luna.